# Diplonevra freyi
Diplonevra freyi är en tvåvingeart som beskrevs av Schmitz 1927. Diplonevra freyi ingår i släktet Diplonevra och familjen puckelflugor. Arten är reproducerande i Sverige. Inga underarter finns listade i Catalogue of Life.